# Dystaenia ibukiensis
Dystaenia ibukiensis är en växtart i släktet Dystaenia och familjen flockblommiga växter.
Arten är en perenn ört som förekommer i västra och centrala Honshu i Japan. Den beskrevs som Ligusticum ibukiense av Yoshitaka Yabe 1902, och fick sitt nu gällande namn av Masao Kitagawa 1937.